# Amphisbaenidae
Amphisbaenidae – rodzina zauropsydów z grupy amfisben (Amphisbaenia) w rzędzie łuskonośnych (Squamata).

## Zasięg występowania
Obejmuje około 190 gatunków, występujących w Ameryce Południowej (np. rodzaj Amphisbaena), na Antylach (rodzaj Amphisbaena) i w Afryce Subsaharyjskiej (np. rodzaje Monopeltis i Zygaspis).

## Podział systematyczny
Do rodziny należą następujące rodzaje: 
- Amphisbaena Linnaeus, 1758
- Ancylocranium Parker, 1942
- Baikia Gray, 1865 – jedynym przedstawicielem jest Baikia africana Gray, 1865
- Chirindia Boulenger, 1907
- Cynisca Gray, 1844
- Dalophia Gray, 1865
- Geocalamus Günther, 1880
- Leposternon Spix & Martius, 1823
- Loveridgea Vanzolini, 1951
- Mesobaena Mertens, 1925
- Monopeltis Smith, 1848
- Zygaspis Cope, 1885